# ريان الأزرق
ريان الأزرق (مواليد 14 يوليو 1999)، هو لاعب كرة قدم هولندي من اصول مغربية، يلعب لنادي يونغ إف سي أوتريخت(بالإنجليزية). ظهر لأول مرة في الدوري الهولندي لكرة القدم الدرجة الثانية مع نادي يونغ إف سي أوتريخت في 17 أغسطس 2018 في مباراة ضد غو أهد إيغلز كبداية. 

## روابط خارجية
- ريان الأزرق  على سكروي